# Trastorn oposicionista desafiant
El trastorn oposicionista desafiant és un patró anormal de la conducta on el nen o adolescent mostra un comportament agressiu i de negació de l'autoritat dels adults. Pot afectar entre un 2% i un 16% de la població infantil. Es classifica amb el codi F91.3 al CIM i apareix igualment al DSM.

## Símptomes
El trastorn es pot diagnosticar si la persona presenta quatre o més dels següents símptomes:
- refús no argumentat de les normes externes
- accions per fer mal o molestar les altres persones de manera deliberada
- sentiment d'ira perllongat
- tendència a les discussions exagerades
- incapacitat per acceptar la pròpia responsabilitat
- pèrdua del control emocional
- hipersensibilitat
- rancor

No pot ser un trastorn oposicionista desafiant si els símptomes no són recurrents o si poden ser atribuïts a altres causes, com ara un trastorn de la conducta. Pot aparèixer juntament amb el Trastorn per dèficit d'atenció amb hiperactivitat.
Es tracta d'una patologia infantil, si l'individu és adult i presenta aquests símptomes es parla de trastorns antisocials. Apareix de forma més freqüent entre els nens de poca edat però a l'adolescència la seva freqüència s'iguala entre els dos sexes i sol manifestar-se per primer cop abans dels vuit anys.

## Causes i tractament
Es considera que més de la meitat de casos tenen un origen genètic, ja que els nens que presenten aquest trastorn tenen una alteració a l'enzim anomenar MAOA, que regula l'agressivitat. També tendeixen a interpretar com a hostils accions sense cap connotació negativa. L'estil d'educació dels pares, però, és el desencadenant més important d'aquesta afectació, per la qual cosa el seu tractament es basa en psicoteràpia. A vegades pot aconsellar-se l'ús de metilfenidats.

## Conseqüències
Els infants amb aquest trastorn presenten dificultats per vincular-se de manera estable amb altres persones, tenen conductes considerades antisocials que provoquen el rebuig dels adults i dels seus iguals. És un factor de risc de fracàs escolar i de consum no moderat de drogues. En l'edat adulta pot desembocar en altres trastorns mentals si no es tracta de forma adequada.

## Crítiques
S'han aixecat diverses crítiques contra l'existència d'aquest trastorn, ja que pot confondre's amb altres patologies o bé respondre únicament a una falta de límits en el nen per culpa d'una socialització defectuosa. Igualment pot ser la manifestació d'un malestar interior (es dona de manera més abundant en famílies amb problemes relacionals) en nens que no tenen altres vies per expressar els seus sentiments o criden l'atenció amb conductes negatives. Es tractaria, doncs, d'un patró après i no d'una malaltia mental.
La presència d'indicadors com el MOAO alterat es dona en individus (nens i adults) que no presenten cap conducta antisocial o agressiva, ja que han après a controlar les pròpies reaccions. L'existència d'alteracions genètiques podria ser un factor de risc però no un element de diagnòstic. En absència d'aquest criteri clar, el trastorn oposicions desafiant es diagnostica a partir de l'observació de la conducta i de tests psicològics, ambdós amb un fort component subjectiu.